# Lee Kun-hee
Lee Kun-hee (Uiryung, 9 de janeiro de 1942 – Seul, 25 de outubro de 2020) foi o presidente da Samsung Electronics. Demitiu-se em 21 de abril de 2008 devido ao escândalo dos fundos Samsung Slush, mas retornou em 24 de março, 2010. Ele falava coreano, inglês, e japonês. Em 1996, Lee tornou-se um membro do Comité Olímpico Internacional. Com uma fortuna líquida estimada de 10,8 bilhões de dólares, ele e a sua família estão na lista da Forbes das pessoas mais ricas no mundo. Ele era o terceiro filho do fundador do Samsung Group Lee Byung-chull.
Morreu em 25 de outubro de 2020 em um hospital de Seul, aos 78 anos.